# Rue du Lieutenant-Chauré
La rue du Lieutenant-Chauré est une voie du 20e arrondissement de Paris, en France.

## Situation et accès
La rue du Lieutenant-Chauré est une voie publique située dans le 20e arrondissement de Paris. Elle débute au 1, rue Alphonse-Penaud et se termine au 14, rue Étienne-Marey.

## Origine du nom
Elle rend hommage au lieutenant Jean Chauré (1881-1909), lieutenant du génie tué à bord du dirigeable République.

## Description
La rue est une voie résidentielle à faible circulation bordée de maisons, la plupart à 2 étages, construites autour de 1930.

## Bâtiment remarquable
L'église du Cœur-Eucharistique-de-Jésus surplombe la rue au numéro 22.

## Historique
Cette voie, ouverte par un décret du 13 juin 1913 sous le nom de « rue Jean-Chauré », prend sa dénomination actuelle par un arrêté du 31 janvier 1927.